# 蒂莫西
蒂莫西（英語：Timothy），又譯提摩西、提摩太，是一個源于希腊的名字，在英文名字中簡稱蒂姆（Tim，又譯提姆）。這個名字起源於古希臘語：（Timotheos），意思是榮耀歸於上帝，或是上帝的榮耀。

## 部分稱為Timothy的名人
- 提摩太，基督教早期教會人物
- 黄英珉，韩国歌手
- 提姆·库克，苹果公司首席运营官